# Занкт-Юліан
Занкт-Юліан (нім. Sankt Julian) — громада в Німеччині, розташована в землі Рейнланд-Пфальц. Входить до складу району Кузель. Складова частина об'єднання громад Лаутереккен-Вольфштайн.
Площа — 14,07 км2. Населення становить 1089 ос. (станом на 31 грудня 2020).